# ТЕС Каїр-Захід
ТЕС Каїр-Захід – теплова електростанція в Єгипті, розташована в каїрській агломерації на західному березі Нілу.
У 1966 році тут ввели в експлуатацію три парові турбіни виробництва компанії Westinghouse потужністю по 87,5 МВт. Це була третя (після ТЕС Каїр-Південь та александрійської ТЕС Ель-Сейюф) потужна класична теплова електростанція в Єгипті. У 1979 році станцію доповнили ще однією паровою турбіною такої ж потужності. Зазначене обладнання пропрацювало кілька десятків років та було виведене з експлуатації у 2013-му.
В 1995-му на майданчику станції запустили ще два класичні конденсаційні енергоблоки, проте значно більшої потужності – по 330 МВт. А у 2011-му ввели блоки 7 та 8 енергоблоки потужністю по 350 МВт, споруджені з використанням технології циклу Ранкіна. Можливо відзначити, що застосування даної технології на станції Каїр-Захід стало другим випадком в Єгипті (після ТЕС Ель-Теббін). Виробником турбін для блоків з 5 по 8 став концерн Siemens.
В 2015-му на майданчику станції розпочалось спорудження ще одного енергоблоку з використанням технології суперкритичного парового циклу потужністю 650 МВт. Його завершення очікується в кінці 2010-х років.
На момент спорудження ТЕС розраховувалась на використання нафти. Наразі станція передусім використовує природний газ, що надходить до столичного регіону по численним трубопроводам та розподіляється по каїрській агломерації за допомогою Каїрського газопровідного кільця.
Видача продукції відбувається по ЛЕП, що працює під напругою 500 кВ.